# Zoaga (Zoaga)
Pour les articles homonymes, voir Zoaga.
Zoaga est un village et le chef-lieu du département de Zoaga situé dans la province du Boulgou de la région Centre-Est au Burkina Faso.

## Démographie
| 2003  | 2006  | 2012 |
| ----- | ----- | ---- |
| 2 395 | 1 666 | -    |